# Жаковка (Смоленская область)
Жаковка — деревня в Смоленском районе Смоленской области России. Входит в состав Хохловского сельского поселения. По состоянию на 2007 год постоянного населения не имеет.
Расположена в западной части области в 10 км к юго-западу от Смоленска, в 7 км южнее автодороги А141 Орёл — Витебск, на берегу реки Мошны. В 14 км севернее деревни расположена железнодорожная станция Дачная-1 на линии Смоленск — Витебск.

## История
В годы Великой Отечественной войны деревня была оккупирована гитлеровскими войсками в июле 1941 года, освобождена в сентябре 1943 года.